# Bjurtjärnen (Borgvattnets socken, Jämtland)
Bjurtjärnen är en sjö i Ragunda kommun i Jämtland och ingår i Indalsälvens huvudavrinningsområde. Sjön har en area på 0,129 kvadratkilometer och ligger 382,2 meter över havet.

## Delavrinningsområde
Bjurtjärnen ingår i det delavrinningsområde (703120-150432) som SMHI kallar för Ovan None. Medelhöjden är 395 meter över havet och ytan är 33,9 kvadratkilometer. Räknas de 5 avrinningsområdena uppströms in blir den ackumulerade arean 79,53 kvadratkilometer. Borgan som avvattnar avrinningsområdet har biflödesordning 3, vilket innebär att vattnet flödar genom totalt 3 vattendrag innan det når havet efter 172 kilometer. Avrinningsområdet består mestadels av skog (89 procent). Avrinningsområdet har 0,35 kvadratkilometer vattenytor vilket ger det en sjöprocent på 1 procent.